# Д'Юрвил (остров)
Д'Юрвил (на френски: Île D'Urville; на английски: D'Urville Island) е вторият по големина остров в архипелага Жуенвил, разположен в крайната северозападна част на море Уедъл, попадащо в акваторията на Атлантическия сектор на Южния океан. Остров Д'Юрвил се намира в северната част на архипелага, като протока Антарктик на югозапад го отделя от полуостров Тринити (крайната северна част на Антарктическия полуостров), а тесния проток Ларсен на юг – от остров Жуенвил. Дължина от запад на изток 31 km, ширина до 21 km, площ 455,3 km².. Бреговата му линия с дължина 94,5 km е слабо разчленена. Релефът е равнинен и хълмист с максимална височина 210 m. Изцяло е зает от дебел леден щит.
Част от западния бряг на острова е показан на изработената карта на региона от ирландския топограф Едуард Брансфийлд, извършил топографски измервания през януари и февруари 1820 г. Част от източното крайбрежие на острова е отразено на картата изработена от френския мореплавател Жул Дюмон-Дюрвил по време на неговата околосветска експедиция (1837 – 40), когато плава в тези води през февруари 1838 г. През 1902 г. шведският полярен изследовател Ото Норденшелд провежда географски изследвания в региона и откривайки протока Ларсен доказва, че откритите от Едуард Брансфийлд и Жул Дюмон-Дюрвил брегове са части на отделен остров, който той наименува в чест на френския изследовател. През 1946 и 1954 г. чилийски топографи извършват мащабна топографска снимка на острова, на базата на която той е детайлно картиран.